# Хризомела
Хризомела (Chrysomela) — рід   жуків підродини хризомеліни родини листоїдів. Рід містить до 40 видів, що загалом поширені майже по всьому світу. У Східній Європі, зокрема в Україні, поширено 7 видів. Деякі види шкодять лісопосадкам.

## Опис
Тіло жуків видовжене, овальне, опукле, згори гладеньке, знизу с окремими волосками. Мандибули потужні, верхня губа коротка й широка. Антени ниткоподібні, коротші за передньоспинку, перший їхній членик сильно ширший за другий, останні 5-7 члеників вкриті густими волосками. Фасеткові очі овальні, опуклі, з невеликою вирізкою на внутрішньому краї.
Передньоспинка коротша за ширину. Ноги міцні, стегна дещо потовщені, кігтики прості. Надкрила видовжені, біля основи ширші за передньоспинку, розширені позаду середини. Крила розвинені.
Личинки старшого віку світлі, голова, ноги та стерніти темні. Кігтики несуть зубець біля основи. На спинному боці мають залози, що виділяють токсичний секрет.

## Спосіб життя
Рослинноїдні жуки, що живляться переважно листками тополь, верб, вільхи в більш вологих біотопах. Личинки розвиваються у 3 стадії. Якщо личинку потривожити, зі спинних залоз виділяється отруйний секрет з нітробензолом. За рік розвивається 1-2 покоління.

## Таксономія
Рід поділяють на низку підродів:
- Chrysomela s. str.
- Microdera Steph, 1831
- Pachylina L. Medvedev, 1969
- Strickerus Lucas, 1920